# Commercio

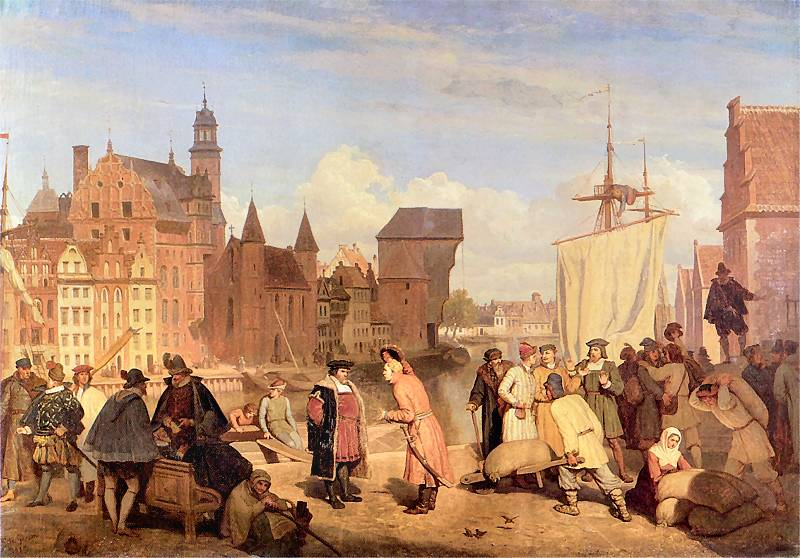
Commercio a Danzica nel XVII secolo

Il commercio, in economia, è lo scambio di beni valutari o di consumo, mobili o immobili, e di servizi che può avvenire anche in cambio di moneta.
Nei secoli, il commercio ha subìto varie evoluzioni fino a raggiungere, a far data dallo sviluppo rispettivamente nelle ere industriale e post-industriale dei mezzi di trasporto e di comunicazione, alla convergenza verso un mercato globale senza confini, la globalizzazione. Quando il commercio si svolge tra nazioni diverse avvengono le cosiddette esportazione ed importazione.

## Storia della disciplina economica e sviluppi odierni

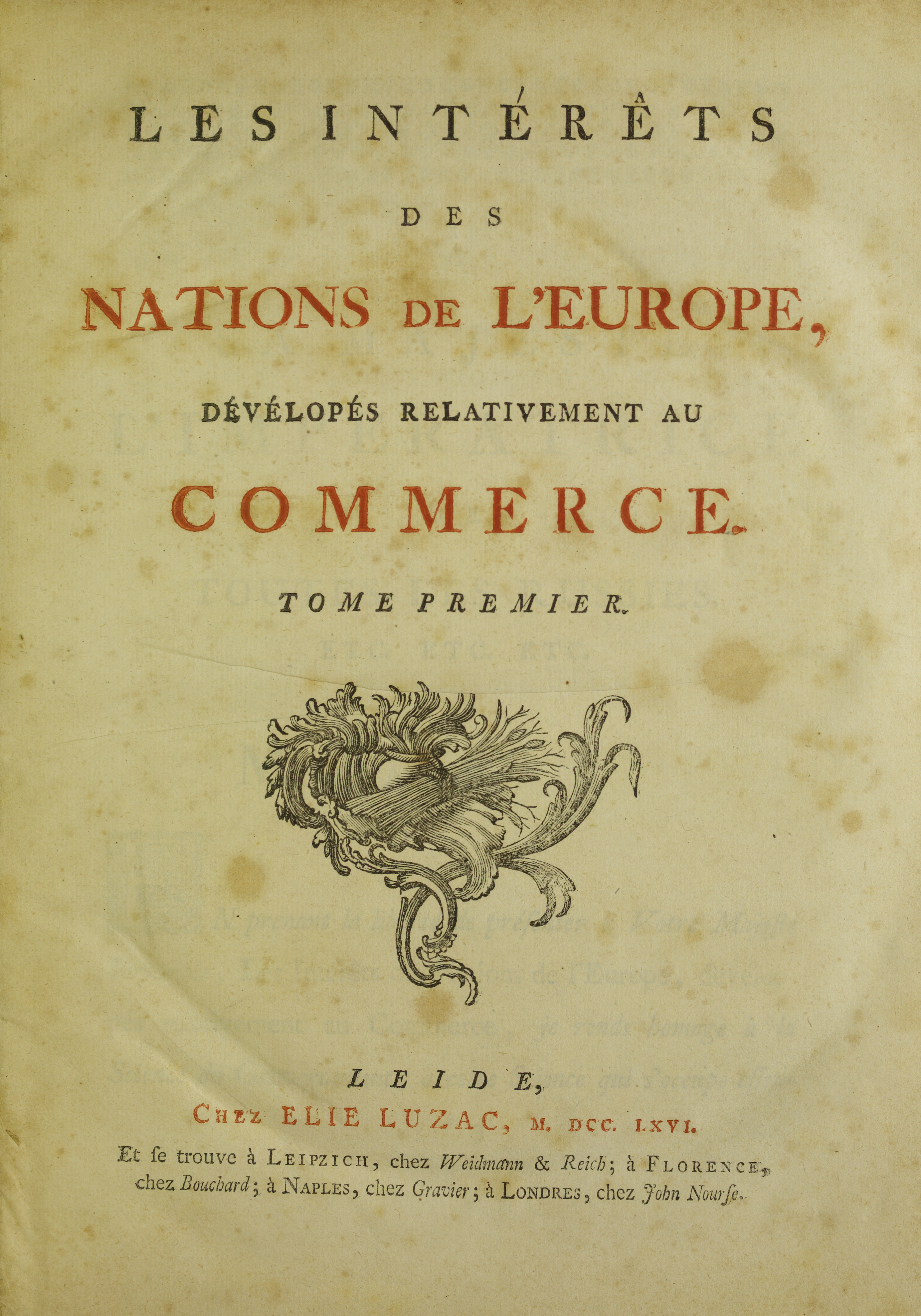
Intérêts des nations de l'Europe, dévélopés relativement au commerce, 1766

Il primo tentativo di modello matematico del funzionamento del commercio è stato operato, nell'era moderna, partendo dall'astrazione della concorrenza perfetta fra venditori, dall'economista scozzese Adam Smith, al di là dei suoi risvolti sulla regolazione del sistema stesso; con termini intuitivi egli denominò ciascuno di questi sistemi mercato e i sistemi componenti considerati di ciascuno domanda e offerta (acquirenti e venditori) e arrivò al concetto che, data la concorrenza perfetta, essa crei di per sé un sistema allocativo ottimale di assegnazione dei beni nella società per ognuno attraverso la mano invisibile della ricerca egoistica del proprio interesse particolare (si vedano al riguardo fra i moltissimi i più recenti problemi, quelli dell'inquinamento e in particolare del riscaldamento globale).
Naturalmente esistono numerosi ostacoli sociali e legislativi, oltre che intrinseci al commercio, alla concorrenza perfetta, oltre a sistemi in cui essa, per gli stessi ordini di motivi, non si attua affatto (monopolio, oligopolio, monopsonio, ecc. ecc.); inoltre la stessa teorizzazione economica di fatto "guida" o può guidare gli operatori, che non sono solo venditori e acquirenti, verso atteggiamenti divergenti o dissonanti da essa, ed è divenuta una branca di questo sistema teorico parte del nodo cruciale degli aspetti produttivi delle merci e dei servizi e dell'assegnazione degli stessi alle persone.
Pertanto il commercio - guidato dalle teorizzazioni economiche del liberismo e spinto al consumismo - ha visto innescarsi ed accentuarsi con l'entrata nel III millennio un forte movimento di anti-globalizzazione o nuova globalizzazione tendente a ridisegnare temi, modalità e prospettive future di questo importante settore dell'economia. In questa chiave, si sono moltiplicate negli ultimi anni del '900 le iniziative di commercio equo-solidale e alternativo.

## Legislazione italiana dei commercianti
Il commercio, in Italia è disciplinato in via primaria dal D.Lgs 114/98, il predetto decreto legislativo individua tre tipi sostanziali di commercio: quello in sede fissa, le forme speciali di vendita (spacci interni, a mezzo di apparecchi automatici, per corrispondenza, televisione o altri sistemi di comunicazione, commercio elettronico e presso il domicilio dei consumatori) e quello su area pubblica. Il commercio in sede fissa è per esempio quello di supermercati, piccoli negozi ecc., il commercio su area pubblica le bancarelle dei mercati rionali, le bancarelle delle fiere ecc.